# Ralf Weber
Ralf Weber (ur. 31 maja 1969 w Seligenstadt) – były niemiecki piłkarz występujący na pozycji pomocnika. Obecnie jest skautem Eintrachtu Frankfurt.

## Kariera klubowa
Weber karierę rozpoczynał w wieku 5 lat w klubie SpVgg Hainstadt. W 1982 roku trafił do juniorskiej ekipy Kickers Offenbach, a w 1987 został włączony do jego pierwszej drużyny, grającej w drugiej lidze. 26 września 1987 w przegranym 0:1 meczu z 1. FC Saarbrücken zadebiutował w 2. Bundeslidze. Natomiast 14 maja 1988 w przegranym 2:4 spotkaniu z Fortuną Kolonia strzelił pierwszego gola w zawodowej karierze. W ciągu dwóch sezonów w pierwszej drużynie Kickers rozegrał 50 ligowych spotkań i zdobył w nich 6 bramek.
Latem 1989 roku podpisał kontrakt z pierwszoligowym Eintrachtem Frankfurt. W Bundeslidze pierwszy mecz zaliczył 4 sierpnia 1989 przeciwko Hamburgerowi SV (1:1). Pierwszą bramkę w Bundeslidze strzelił 26 sierpnia 1989 w wygranym 2:1 pojedynku z Bayerem Uerdingen. W sezonach 1989/1990, 1991/1992 oraz 1992/1993 zajmował z klubem 3. miejsce w lidze, które było najwyższym w karierze. W sezonie 1995/1996 uplasował się z zespołem na 17. pozycji w Bundeslidze i spadł z nim do 2. Bundesligi. Po dwóch sezonach powrócił z klubem do ekstraklasy. Grał w niej jeszcze przez trzy sezony. W barwach Eintrachtu zagrał łącznie w 214 ligowych meczach i zdobył 29 goli.

## Kariera reprezentacyjna
W reprezentacji Niemiec Weber zadebiutował 7 września 1994 w wygranym 1:0 towarzyskim meczu z Rosją. W Kadrze występował do 1995 roku i w sumie rozegrał w niej 9 spotkań.

## Po zakończeniu kariery
Po zakończeniu kariery Weber został skautem Eintrachtu Frankfurt i obecnie nadal pełni tę funkcję.